# Seznam guvernerjev Havajev
Seznam guvernerjev Havajev.

## Guvernerji Teritorija
| #  | Ime                   | Stranka      | Mandat    |
| -- | --------------------- | ------------ | --------- |
| 1  | Sanford Ballard Dole  | Republikanec | 1900–1903 |
| 2  | George R. Carter      | Republikanec | 1903–1907 |
| 3  | Walter F. Frear       | Republikanec | 1907–1913 |
| 4  | Lucius E. Pinkham     | Demokrat     | 1913–1918 |
| 5  | Charles J. McCarthy   | Demokrat     | 1918–1921 |
| 6  | Wallace R. Farrington | Republikanec | 1921–1929 |
| 7  | Lawrence M. Judd      | Republikanec | 1929–1934 |
| 8  | Joseph B. Poindexter  | Demokrat     | 1934–1942 |
| 9  | Ingram M. Stainback   | Demokrat     | 1942–1951 |
| 10 | Oren E. Long          | Demokrat     | 1951–1953 |
| 11 | Samuel Wilder King    | Republikanec | 1953–1957 |
| 12 | William F. Quinn      | Republikanec | 1957–1959 |

## Guvernerji države
| # | Ime                  | Stranka      | Mandat    |
| - | -------------------- | ------------ | --------- |
| 1 | William F. Quinn     | Republikanec | 1959–1962 |
| 2 | John A. Burns        | Demokrat     | 1962–1974 |
| 3 | George R. Ariyoshi   | Demokrat     | 1974–1986 |
| 4 | John D. Waihee III   | Demokrat     | 1986–1994 |
| 5 | Benjamin J. Cayetano | Demokrat     | 1994–2002 |
| 6 | Linda Lingle         | Republikanec | 2002—     |